# Gram.pl
gram.pl — польский интернет-ресурс, посвящённый компьютерным играм и технической помощи. Начал свою работу осенью 2005 года благодаря компании CD Projekt. При нём также действует собственный форум и интернет-магазин компьютерных игр.
По мнению Alexa Internet, gram.pl является третьим самым посещаемым интернет-ресурсом о компьютерных играх в Польше.

## Штаб-квартира
Штаб-квартира расположена в Варшаве по улице Ягеллонская, дом 74. Почтовый код: 03-301.